# Bučina – Spálený kopec
Bučina – Spálený kopec je přírodní památka poblíž obce Krouna v okrese Chrudim. Oblast spravuje Agentura ochrany přírody a krajiny ČR – RP SCHKO Žďárské vrchy. Předmětem ochrany jsou společenstva přírodě blízkých smrkových bučin kyselých, živných a humusem obohacených stanovišť, evropsky významné a zvláště chráněné druhy ptáků sýc rousný (Aegolius funereus), datel černý (Dryocopus martius) a holub doupňák (Columba oenas).